# 謝隆盛
謝隆盛（1941年4月24日—2006年12月5日），是一位臺灣的政治人物，亦是三重幫林謝家族的要角，其胞姊為宏國關係事業掌門人林謝罕見。

## 簡歷
1972年，臺北縣體育會田徑委員會成立，謝隆盛擔任主任委員，隔年當選台北縣議員。1980年，經中國國民黨提名當選增額國大代表。1986年，第二次當選中國國民黨第十三屆中央候補委員。1989年，出任中國國民黨中央委員會組工會副主任。1990年3月，出任國民黨國民大會黨團書記長。1993年2月，兼任國民黨國民大會黨政協調工作會主任。1997年，任國民大會副議長。1997年，民進黨籍國大代表陳婉真指稱李文忠向謝隆盛借貸，陳氏因而被民進黨以「毀謗同志」為由開除黨籍。1997年12月11日，謝隆盛突然因蛛網膜下腔出血住院，從此淡出政壇，並一直臥病在床。
2006年11月14日，謝隆盛在臺北榮民總醫院住院。2006年12月5日，謝隆盛因肝腫瘤併發敗血性休克，病逝於臺北榮民總醫院。